# グロメット

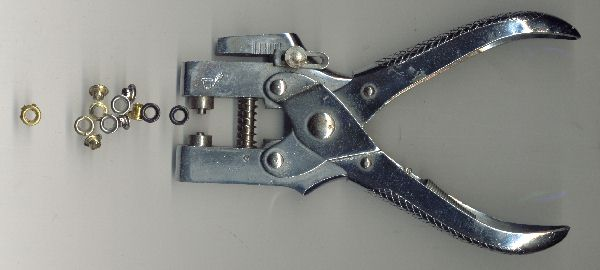
グロメット

グロメット（英: grommet）は、布や板などの平たい物に開けた穴に挿入される、管である。グロメットの形状は、簡単に穴から抜けないように管の穴の両端が広がっている。材質は金属・プラスチック・ゴムが使われることが多い。グロメットは、穴が破損したり磨耗しないようにするという、穴の補強の目的で使われたり、穴の縁が鋭利な場合は、穴に通す物を傷つけないように保護する目的で使われる。英語では、小さなグロメットはアイレット（英: eyelet）とも呼ばれ、靴紐を通すために靴に開けた穴などに使われるが、逆に日本語では大きな物をアイレットと呼ぶ。
日本語ではハトメ（鳩目）とも呼び、一般には靴・衣類・紙などに紐を通す穴に取り付ける環状の金具を指す。日本語では布や紙に使われる場合はハトメと呼び、電子・電気の分野ではグロメットと呼ぶ。似た物にカシメがあるが、カシメは穴が開いていない物なのでグロメットではない。また、カシメは穴の補強ではなく複数の布や皮革をまとめて固定する目的で使われる。
なお、ハトメという場合には一般には貫通孔に取り付けるものを指すが通気孔に取り付ける網鳩目のように網目状になっているものを指すこともある。

## 服飾の布や皮革などに使われるハトメ

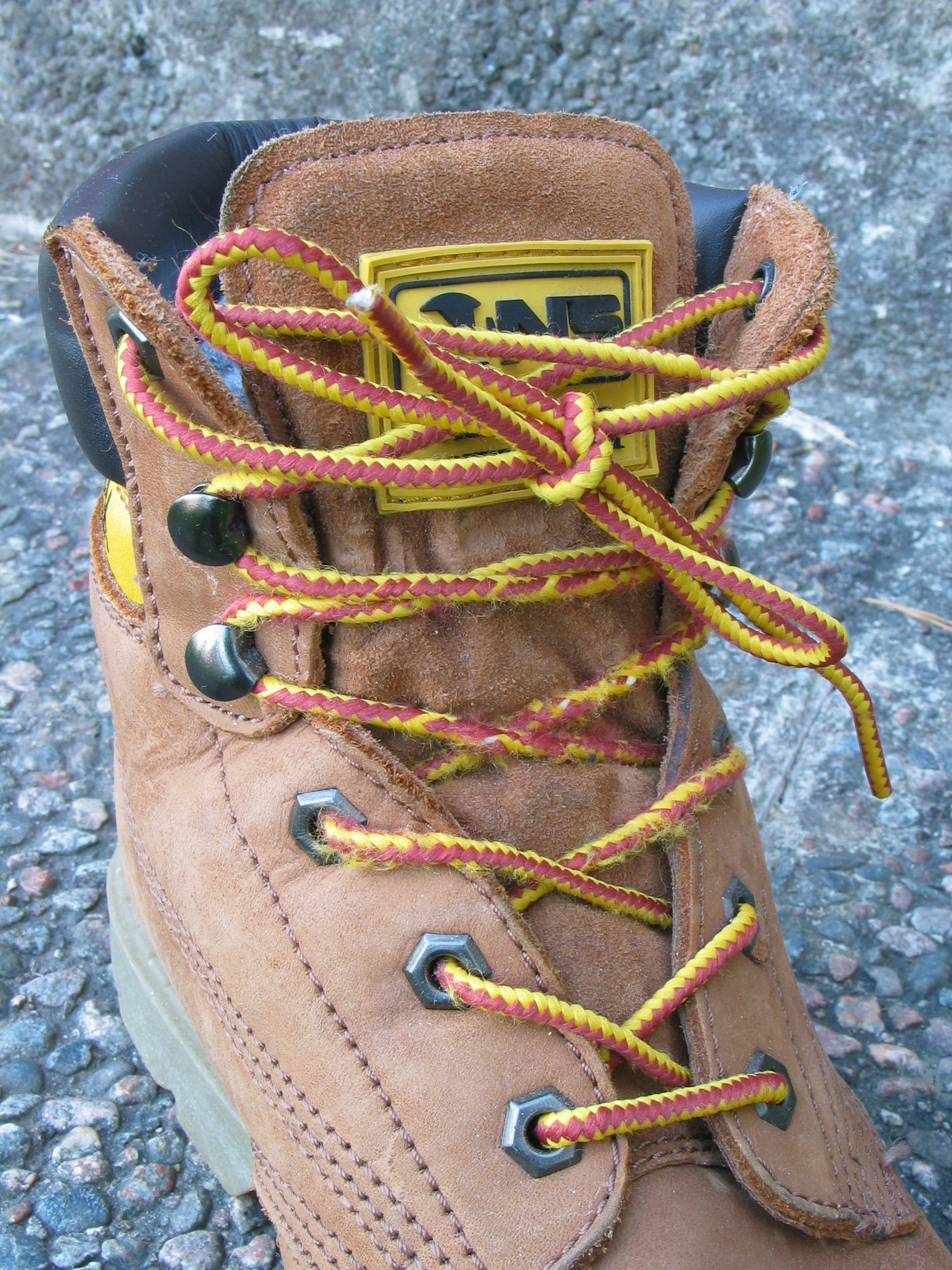
靴紐を通す穴に使われるハトメ

ハトメは、布・皮革・紙などに開けた穴が破れないように補強する目的で使われる。もしハトメをしないと、まず布などの穴の縁が小さく破れ、それがすぐに大きな破れに成長してしまう。しかし、穴の補強ではなく複数の布や皮革をまとめて固定する目的で、カシメの代わりに使われることがある。
ハトメは、部品の数で分けると、次の2種類がある。
- ハトメと座金の2つの部品がセットで使われる、両面ハトメ。ハトメを穴に通した後に、工具を使って座金をハトメにはめる。
- 座金を必要とせず、ハトメの管の一方の端が、広がるように折られる、片面ハトメ。

上記のどの種類のハトメも、留めた後は穴から落ちないように管の両方の端が広がった形状になる。
穴にはめるには、プレス機を使用したり、ハトメパンチを使用したり、手打ち工具と金槌を使って穴にはめる。材質は金属またはプラスチックが使われることが多い。靴紐を通す穴に、よく使われる。穴にフックをかけるような場合にも使われる。
ハトメの名前の由来は定かではないが、留めた時の形状が鳩の目に似るから鳩目と呼ばれるようになったという説がある一方、ハトメという言葉に後から鳩目という漢字を当てたという説がある。
船の帆は布だが、帆に使われる物は、クリングル（英: cringle）と呼ばれることがある。

## 電気が流れるケーブルの保護のために使われるグロメット

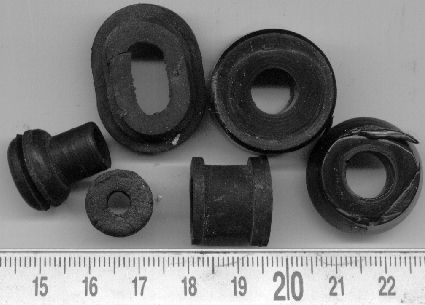
ゴム製のグロメット

堅い板に穴を開けて、電気が流れるケーブルをその穴に通すことがある。その場合、開けられた穴の縁が、穴に通すケーブルを傷つけやすいので、ケーブルを保護する目的で、穴に管をはめることがある。そのような管はグロメットと呼ばれる。
この用途のグロメットの材質は、ゴムであることが多いが、他の材質も使われることがある。
ケーブルの保護のために使われるグロメットは柔らかいので、一つの部品で構成され、工具を使わずに手で穴にはめることが多い。ゴムのグロメットは一つの部品で目的を果たすが、両面ハトメのほうは座金とハトメの二つがセットで使われる点が違う。
グロメットは、電気機器・電子機器で使われる他、電気製品を置く家具にも使われる。

## 医療で使われるグロメット
医療において、耳炎の治療で使われるグロメットは、中耳腔換気用チューブ（英: Tympanostomy tube）と呼ばれる。